# Богуслав Табліц
Богуслав Табліц (словац. Bohuslav Tablic (Tablicz); 6 вересня 1769, Ческе Брезово, Словаччина — 21 січня 1832, Моравце, Словаччина) — словацький письменник, перекладач, літературний історик. Діяч відродження словаків-лютеран, подібно до того як Бернолак є діячем відродження словаків-католиків.

## Біографія
Табліц заснував в Пресбурзі «Товариство чесько-словацької літератури і мови» з метою видавати на зрозумілій народу чеській мові простонародні і шкільні книги. Заснування цього товариства була причиною якщо не процвітання словацької літератури, то появи в пресбурзькому ліцеї кафедри словацької мови, для чого товариство зібрало великий капітал. Зайняти кафедру запрошений був Юрай Палкович. Товариство скоро розпалося, але кафедра продовжувала існувати. Молодь мала можливість слухати історію свого народу на рідній мові.
1812 Табліц був одним із засновників нового «Літературного товариства Гірських Міст» (нім. Bergstädte). Результат — відкриття кафедри словацької мови і в Банській Штьявниці. Це товариство також розпалося.

## Літературна діяльність
Табліц писав багато, у різних царинах знань. Перше місце займають його «Poesie» (Вацов, 1806—1812). До них додані біографії відомих словацьких діячів.
Його «Slovenšti veršovci» (Вацов, 1805—1809) — уривки з творів стародавніх словацьких письменників, у той час майже вже забутих. Перу Табліца належить також багато книг для народу, виданих двома згаданими товариствами.